# Zentralrat der Êzîden in Deutschland
Der Zentralrat der Êzîden in Deutschland (gelegentlich auch als Zentralrat der Jesiden oder Yeziden in Deutschland bezeichnet, abgekürzt ZÊD) ist ein Verein mit Sitz in Lollar, der sich als Interessenvertretung der in Deutschland lebenden Jesidinnen und Jesiden und zugleich als Dachverband für jesidische Organisationen versteht.

## Geschichte
Der Zentralrat der Êzîden in Deutschland wurde am 29. Januar 2017 in Bielefeld gegründet. Zuvor hatte es zwei jesidische Dachverbände gegeben: den in Oldenburg ansässigen Zentralrat der Yeziden in Deutschland (ZYD), der 2007 anlässlich des gegen die jesidische Gemeinde gerichteten Anschlags von Sindschar gegründet worden war und einen Fokus auf jesidische Belange in Deutschland hatte, und den 2008 gegründeten Ezidî Zentralrat in Deutschland (EZiD), der ein internationales Arbeitsgebiet hatte. Beide vertraten jeweils nur wenige Mitgliedsorganisationen. Der Zentralrat der Êzîden in Deutschland versteht sich als deren Nachfolgeorganisation, die ein breiteres Arbeitsgebiet abdeckt und mehr Mitgliedsorganisationen vertritt.
Der Zentralrat forderte wegen des Völkermords an den Jesiden von 2014 eine kulturelle Anerkennung in Deutschland ein, der seinen Ausdruck in Schulen, Universitäten und Erinnerungsorten finden solle. Am Genozid des IS hätten sich rund 1.400 deutsche Staatsangehörige beteiligt, weshalb es auch eine Verantwortung gegenüber den 250.000 Jesiden in der Bundesrepublik gebe. Kinder und Jugendliche würden in deutschen Schulen als „Teufelsanbeter“ beschimpft werden. Der Zentralrat will daher eine eigene Gedenkstätte und auch Bildungseinrichtungen sollten über das Jesidentum informieren und gegen Diskriminierung vorgehen.

## Zusammensetzung
Zu den Mitgliedern des Zentralrats zählen 19 jesidische Gemeinden, Vereine und Kulturzentren. Insgesamt lebten im Jahr 2020 bis zu 200.000 Jesiden in Deutschland. Jede Mitgliedsorganisation bestimmt eine Vertreterin oder einen Vertreter für den Beirat; diese müssen Jesidinnen und Jesiden sein. Der Vorstand besteht aus 15 Mitgliedern, von denen mindestens vier Frauen sein müssen; stellen sich nicht genügend Kandidatinnen zur Wahl, bleiben die Sitze vakant. Die 1. Vorsitzende ist seit Juni 2021 die Rechtsanwältin Zemfira Dlovani.

## Ziele
Der Zentralrat der Êzîden in Deutschland hat zum Ziel, alle Belange von Jesidinnen und Jesiden sowohl in ihren traditionellen Siedlungsgebieten als auch in Deutschland und in der Diaspora allgemein zu vertreten. Der Verein möchte die Einheit und Vernetzung jesidischer Institutionen, die Erforschung des Jesidentums und die Integration der Jesidinnen und Jesiden in Deutschland fördern. Er verfolgt sowohl religiöse Ziele – darunter den Schutz der jesidischen Religion, die Anerkennung des Jesidentums als Körperschaft des öffentlichen Rechts, die Anerkennung jesidischer Feiertage und die Einrichtung eines jesidischen Religionsunterrichts an Schulen – als auch politische Ziele – darunter die Anerkennung der Völkermorde an der Volksgruppe, Hilfe für jesidische Flüchtlinge sowie den Schutz und Wiederaufbau der in den umstrittenen Gebieten des Nordiraks gelegenen Städte Sindschar und Lalisch und ihrer jesidischen kulturellen Institutionen.